# Liste der Mitglieder des liechtensteinischen Landtags (1890)
Diese Liste führt die Mitglieder des Landtags des Fürstentums Liechtenstein auf, der aus den Landtagswahlen des Jahres 1890 hervorging. Die vom Volk zwischen dem 28. März und dem 3. April 1890 gewählten Wahlmänner trafen sich am 12. April 1890 in Vaduz und am 16. April in Mauren. Im Wahlkreis Oberland wurden sieben Abgeordnete gewählt, im Wahlkreis Unterland fünf. Außerdem wurden am 5. Mai 1890 drei Abgeordnete vom Landesfürsten Johann II. ernannt.
Um in den Landtag gewählt zu werden, benötigte man in den ersten beiden Wahlgängen die absolute Mehrheit aller anwesenden Wahlmänner. Konnten bis dahin immer noch nicht genügend Abgeordnete gewählt werden, reichte im dritten Wahlgang die relative Mehrheit.

## Anzahl der Wahlmänner
Nach der Liechtensteinischen Verfassung wurde der Landtag nicht direkt, sondern mittels Wahlmännern gewählt. Zwischen dem 28. März und dem 3. April 1890 fanden die Wahlen in den Schulhäusern aller Gemeinden statt. Die Anzahl der Wahlmänner, die eine Gemeinde stellte, richtete sich nach der Anzahl der Einwohner der Gemeinde. Für 100 Einwohner stellte sie zwei Wahlmänner, wobei die Einwohnerzahl auf volle 100 kaufmännisch gerundet wurde. Für die Landtagswahl 1890 stellten die elf Gemeinden folgende Wahlmänner.
| Gemeinde     | Wahlmänner |
| ------------ | ---------- |
| Balzers      | 24         |
| Eschen       | 20         |
| Gamprin      | 8          |
| Mauren       | 20         |
| Planken      | 2          |
| Ruggell      | 12         |
| Schaan       | 22         |
| Schellenberg | 8          |
| Triesen      | 24         |
| Triesenberg  | 22         |
| Vaduz        | 20         |
| Gesamt       | 182        |

## Liste der Mitglieder
Die Wahlmänner des Wahlkreises Oberland trafen sich am 12. April 1890 im Schlosssaal in Vaduz, um die Wahl der Abgeordneten durchzuführen. Die Wahlmänner aus Unterland trafen sich am 16. April 1890 im Schulhaus in Mauren. Seit 1877 galt dabei, dass die Wahl auf jeden Fall zur angekündigten Uhrzeit begonnen wurde, auch wenn nicht alle Wahlmänner anwesend waren. Daher waren von den 114 aus dem Wahlkreis Oberland gewählten Wahlmännern nur 113 anwesend, die 68 Unterland-Wahlmännern waren hingegen komplett.
| Name                   | Wahlkreis | Bemerkungen                            |
| ---------------------- | --------- | -------------------------------------- |
| Xaver Bargetze         | Oberland  | Erster Wahlgang                        |
| Franz Josef Beck       | Oberland  | Dritter Wahlgang                       |
| Franz Josef Biedermann | Unterland | Erster Wahlgang                        |
| Josef Isidor Brunhart  | Oberland  | Dritter Wahlgang                       |
| Chrisostomus Büchel    | Unterland | Erster Wahlgang                        |
| Johann Baptist Büchel  | Oberland  | Dritter Wahlgang                       |
| Wilhelm Fehr           | Unterland | rückte 1891 für Franz Josef Kind nach  |
| Jakob Kaiser           | Unterland | Zweiter Wahlgang                       |
| Franz Josef Kind       | Unterland | Erster Wahlgang; verstirbt 1891        |
| Ludwig Marxer          | Unterland | Erster Wahlgang                        |
| Rudolf Oehri           | Ernennung |                                        |
| Meinrad Ospelt         | Oberland  | Zweiter Wahlgang                       |
| Rudolf Quaderer        | Oberland  | rückte 1893 für Peter Rheinberger nach |
| Peter Rheinberger      | Oberland  | Zweiter Wahlgang; verstirbt 1893       |
| Albert Schädler        | Oberland  | Erster Wahlgang                        |
| Wilhelm Schlegel       | Ernennung |                                        |
| Christoph Wanger       | Ernennung |                                        |

## Liste der Stellvertreter
Nach den Abgeordneten wurden deren Stellvertreter gewählt. Ebenfalls wurde hier in den ersten zwei Wahlgängen eine absolute Mehrheit und im dritten Wahlgang eine relative Mehrheit benötigt.
| Name               | Wahlkreis | Bemerkungen                                             |
| ------------------ | --------- | ------------------------------------------------------- |
| Christian Brunhart | Oberland  | Zweiter Wahlgang                                        |
| Wilhelm Fehr       | Unterland | Erster Wahlgang; rückte 1891 für Franz Josef Kind nach  |
| Lorenz Kind        | Unterland | Zweiter Wahlgang                                        |
| Rudolf Quaderer    | Oberland  | Erster Wahlgang; rückte 1893 für Peter Rheinberger nach |
| Christoph Wanger   | Oberland  | Zweiter Wahlgang                                        |